# Мокхотлонг (район)
Мокхотлонг (сесото Mokhotlong) — один из 10 районов Лесото. Административным центром и единственным городом является Мокхотлонг. Площадь равна 4 075 км². Население — 97 713 человек. Плотность населения — 23,98 чел./км².

## Географическое положение
Граничит на востоке с провинцией Квазулу-Натал (ЮАР); на северо-западе с районом Бутха-Бутхе, на западе — с районом Лерибе, на юге с районом Тхаба-Цека.

## Административное деление
В состав района Мокхотлонг входят четыре округа (варда) и 15 местных советов.

### Округа
- Бобаци
- Малингоаненг
- Мокхотлонг
- Сенкву

### Местные советы
- Халагали
- Хубелу
- Линаканенг
- Липамола
- Маполаненг
- Марунгу
- Матеанонг
- Мацоку
- Молика-Лико
- Моремоголо
- Пае-Ла-Итлацоа
- Попа
- Рафолацане
- Сакенг
- Текеселенг